# Атум, Аксель
Аксель Атум (исп. Axel Atum; родился 2 января 2006) — аргентинский футболист, полузащитник клуба «Эстудиантес».

## Клубная карьера
Уроженец Гуалегуайчу, Аксель начал футбольную карьеру в молодёжной команде «Сентраль Энтре Риос», после чего присоединился к академии клуба «Эстудиантес».
8 мая 2023 года дебютировал в основном составе клуба в матче аргентинской Примеры против «Велес Сарсфилд».